# Roma Downey
Roma Downey (Derry, 6 maggio 1960) è un'attrice, produttrice cinematografica e scrittrice britannica, diventata famosa per aver interpretato Monica, protagonista del telefilm Il tocco di un angelo.

## Biografia
La Downey è nata e cresciuta a Derry, nell’Irlanda del Nord. Ha frequentato il Thornhill College. All’inizio voleva diventare pittrice, ma dopo l’esperienza al Brighton College of Art, in Inghilterra, si è dedicata esclusivamente alla recitazione frequentando il Drama Studio London, dove recitava in rappresentazioni di Shakespeare, Shaw e Čechov.

## Filmografia

### Attrice

#### Cinema
- Conseguenze pericolose (The Last Word), regia di Tony Spiridakis (1995)
- Funky Monkey, regia di Harry Basil (2004)
- Son of God, regia di Christopher Spencer (2014)
- Buttons, regia di Tim Janis (2018)

#### Televisione
- Una vita da vivere (One Life to Live) - serie TV (1988)
- Jackie (A Woman Named Jackie), regia di Larry Peerce - miniserie TV (1991)
- Il fantasma del pirata Black Jack (The 100 Lives of Black Jack Savage), regia di Kim Manners - film TV (1991)
- Le cento vite di Black Jack Savage (Disney Presents The 100 Lives of Black Jack Savage) - serie TV, 7 episodi (1991)
- Getting Up and Going Home, regia di Steven Schachter - film TV (1992)
- Devlin, regia di Rick Rosenthal - film TV (1992)
- New Year, regia di Jeff Bleckner - film TV (1993)
- Detective in corsia (Diagnosis Murder) - serie TV, 1 episodio (1994)
- Hercules e le donne amazzoni (Hercules and the Amazon Women), regia di Bill L. Norton - film TV (1994)
- Il tocco di un angelo (Touched by an Angel) - serie TV, 212 episodi (1994-2003)
- Un bambino in trappola (A Child Is Missing), regia di John Power - film TV (1995)
- Terra promessa (Promised Land) - serie TV, 5 episodi (1996-1998)
- Forse un angelo (Borrowed Hearts), regia di Ted Kotcheff - film TV (1997)
- Anna dei miracoli (Monday After the Miracle), regia di Daniel Petrie - film TV (1998)
- Una vita segreta (A Secret Life), regia di Larry Peerce - film TV (1999)
- The Test of Love, regia di Larry Peerce - film TV (1999)
- Sposami ancora! (Second Honeymoon), regia di Larry Peerce - film TV (2001)
- La magia del Natale (The Sons of Mistletoe), regia di Steven Robman - film TV (2001)
- Tre donne per un delitto (The Survivors Club), regia di Christopher Leitch - film TV (2004)
- The Division - serie TV, 3 episodi (2004)
- Ballo di nozze (Come Dance at My Wedding), regia di Mark Jean - film TV (2009)
- Olimpiadi di famiglia (Keeping Up with the Randalls), regia di David S. Cass Sr. - film TV (2011)
- La Bibbia (The Bible), regia di Crispin Reece, Tony Mitchell e Christopher Spencer - miniserie TV (2013)

### Produttrice
- Forse un angelo (Borrowed Hearts), regia di Ted Kotcheff - film TV (1997)
- La Bibbia (The Bible), regia di Crispin Reece, Tony Mitchell e Christopher Spencer - miniserie TV (2013)
- Son of God, regia di Christopher Spencer (2014)
- A.D. - La Bibbia continua (A.D.: The Bible Continues), regia di Ciaran Donnelly, Tony Mitchell, Rob Evans, Brian Kelly e Paul Wilmshurst - miniserie TV (2015)
- Ben-Hur, regia di Timur Bekmambetov (2016)
- Messiah – serie TV (2020)

## Doppiatrici italiane
Nelle versioni in italiano dei suoi film, Roma Downey è stata doppiata da: 
- Eleonora De Angelis in Le cento vite di Black Jack Savage, La Bibbia
- Roberta Greganti ne Il tocco di un angelo, Tre donne per un delitto
- Pinella Dragani in Un bambino in trappola, Sposami ancora!
- Alessandra Korompay in Forse un angelo, La magia del Natale
- Micaela Esdra in Conseguenze pericolose
- Rossella Izzo in Jackie
- Alessandra Cassioli in Detective in corsia
- Mavi Felli in Hercules e le donne amazzoni